# Sjinkie Knegt
Sjinkie Knegt (n. 5 iulie 1989, Bantega⁠(d), Lemsterland, Provincia Frizia, Țările de Jos) este un sportiv ce a reprezentat Țările de Jos, medaliat olimpic. A participat la 3 ediții ale Jocurilor Olimpice (2010, 2014, 2022) în care a câștigat o medalie de bronz.